# آخترفلد
اکترولد (به Dutch: Achterveld) یک Village در Netherlands است که در Leusden واقع شده‌است.

## خصوصیات
اکترولد ۲٬۵۲۰ نفر جمعیت دارد.